# 匆匆那年 (網路劇)
《匆匆那年》（英語：Back In Time），是2014年搜狐視頻推出的周播網路劇，由2008年大陸暢銷作家九夜茴發表的小說《匆匆那年：80後情感實錄》改編，楊玏、何泓姍、白敬亭、蔡文靜及杜維瀚等新生代演員擔綱演出。该剧因其巧妙的剧本、逼真的人物和令人印象深刻的摄影技术而获得赞誉。 首播一个月内，该剧总收视突破4亿，观众约3000万人。

## 故事大綱
陳尋、方茴、喬燃、林嘉茉和趙燁五人是實驗中學的同班同學，他們因一場誤會而認識，化解後成為無所不談的好友。陳尋與方茴互相喜歡成為班對，但喬燃對方茴也一直有著曖昧的情意；趙燁暗戀林嘉茉，嘉茉喜歡的卻是趙燁球隊裡的隊長。
正值青春年少的五人，對於愛情都那麼奮不顧身去追求，但時間以及世事的變幻，卻往往讓他們措手不及。說好要「永遠在一起」的五人幫，最後還是發現，他們終究敵不過現實的洪流，那些美好的回憶都只能停留在“匆匆那年”。

## 演員列表
| 演員   | 角色   | 人物簡介                                                                                 |
| 杨玏   | 陳尋   | 個子高、長的帥、成績好。校園風雲人物。與喬燃、趙燁感情很好。                             |
| 何泓姍 | 方茴   | 文靜內向，對外界敏感，但對愛情又非常死心眼。                                             |
| 白敬亭 | 喬燃   | 個性善良溫和，像是向日葵一樣，總是笑臉迎人且帶來溫暖。與陳尋、趙燁感情很好。             |
| 蔡文静 | 林嘉茉 | 轉學生，外型亮麗、活潑大方。看似不拘小節，其實有著纖細的內心。                           |
| 杜維瀚 | 趙燁   | 籃球校隊隊員，大嗓門，講話不經大腦時常鬧笑話。雖然衝動但重情重義。與陳尋、喬燃感情很好。 |
| 秦語   | 沈曉棠 | 法學院學生，落落大方又才華洋溢，是人見人愛的女孩子。                                     |
| 王崢   | 蘇凱   | 實驗中學籃球校隊隊長。個性海派，很照顧學弟妹。                                           |
| 蘇鑫   | 宋寧   | 陳尋大學室友。平時作為散漫，卻意外的非常專情。                                           |
| 方文強 | 王森昭 | 陳尋大學室友。山東人，誠懇老實。                                                         |
| 藺水凈 | 鄺強   | 因為整日遊手好閒、亂搞男女關係，以至於在校風評極差。                                     |

## 电视剧原声带
| 類型   | 歌名                 | 演唱                 | 作詞               | 作曲   | 使用集數 |
| 片尾曲 | 一路                 | 楊玏、白敬亭、杜維瀚 | 劉正凱、關旭、尚娜 | 杜佳宣 | 1~8、16  |
| 片尾曲 | 我希望               | 楊玏                 | 王曉天             | 王曉天 | 11~14    |
| 片尾曲 | 一朵                 | 白敬亭               | 趙照               | 趙照   | 9、15    |
| 片尾曲 | 我就喜歡你這樣的丫頭 | 杜維瀚               | 趙照               | 趙照   | 10       |

## 獎項與提名
| 年份 | 颁奖机构               | 奖项                           | 结果 | 参考資料 |
| ---- | ---------------------- | ------------------------------ | ---- | -------- |
| 2014 | 横店影视节             | 最佳网络剧                     | 獲獎 | [ 9 ]    |
| 2015 | 第三届中国网络视听大会 | 优秀网络视听作品（网剧组）大奖 | 獲獎 | [ 10 ]   |